# سلیم عراش
سلیم عراش (انگلیسی: Salim Arrache؛ زادهٔ ۱۴ ژوئیهٔ ۱۹۸۲) بازیکن فوتبال اهل فرانسه بود.
از باشگاه‌هایی که در آن بازی کرده‌است می‌توان به باشگاه ورزشی القادسیه کویت، باشگاه فوتبال استراسبورگ، باشگاه فوتبال المپیک مارسی، باشگاه فوتبال تولوز، باشگاه فوتبال استاد رنس، و باشگاه فوتبال آستراس تریپولی، باشگاه فوتبال باستیا و باشگاه فوتبال آژاکسیو اشاره کرد.
وی همچنین در تیم ملی فوتبال الجزایر بازی کرده‌است.